# Малик Мухлис Угли
Малик Мухлис Угли или Мухлис Угли Малик (Малик Мухлисович) (род. 8 августа 1949 года) — просветитель месхетинских турок, автор книг «Турки-месхетинцы: долгий путь домой» и «Мы — турки из Ахальцихе».
Владеет турецким, узбекским, русским и возможно, азербайджанским языками.

## Биография
Родился 8 августа 1949 года в колхозе «Октябрь» Булунгурского района Самаркандской области Узбекской ССР в семье месхетинских турок. В 1972 году окончил механико-математический факультет Самаркандского университета им. А. Навои. Трудовую деятельность начал учителем физики и математики в школе. С 1973 года — завуч, с 1978 года директор школы. В 1980 году стал методистом райОНО по физике и математике. С 1981 года — заместитель главного бухгалтера централизованной бухгалтерии Самаркандского облОНО.
После приобретения второго высшего образования и получения диплома юриста-экономиста, с 1983 года работал начальником контрольно-ревизионного отдела и главным ревизором управления при КРУ Министерства бытового обслуживания населения Узбекской ССР по Самаркандской области. С 1990 по 1993 годы работал заместителем главного бухгалтера в совхозе «Мадраса» Шемахинского района Азербайджанской ССР.
С 1992 года живёт в России, является гражданином РФ.
Работал в русско-турецких фирмах менеджером в Москве, Геленджике, Сочи.
В настоящее время — пенсионер.
Неоднократно обращался к грузинским властям с просьбой о возвращении месхетинских турок на историческую родину. Встречался со старейшинами на собраниях, сборах в Узбекистане, Москве. Был в составе делегации на встрече молодёжи турок-месхетинцев и грузин в местечке Красный мост в Азербайджане. Много раз беседовал с пострадавшими людьми из Ферганы и Ташкента. Позже он решил написать книгу «Мы — турки из Ахальцихе».